# Hedylus
Hedylus är ett släkte av steklar som beskrevs av Förster 1869. Hedylus ingår i familjen brokparasitsteklar.
Kladogram enligt Catalogue of Life och Dyntaxa:
| Hedylus | \| \| Hedylus brooksi \| \| \| \| \| \| Hedylus crassicornis \| \| \| \| |
|         | \| \| Hedylus brooksi \| \| \| \| \| \| Hedylus crassicornis \| \| \| \| |
|         | Hedylus brooksi                                                          |
|         |                                                                          |
|         | Hedylus crassicornis                                                     |
|         |                                                                          |